# Larry Tesler
Larry Tesler (New York, 24 april 1945 - Portola Valley, 17 februari 2020) was een Amerikaans informaticus, met name actief op het gebied van gebruikersomgevingen. Hij werkte onder andere bij  Xerox PARC, Apple Inc., Amazon en Yahoo!.
Hij groeide op in New York en rondde in 1961 zijn studie aan de Bronx High School of Science af. Hierna studeerde hij informatica aan de Stanford-universiteit. Hij werkte daar vervolgens in het Stanford Artificial Intelligence Laboratory. Samen met Horace Enea ontwikkelde hij de functionele programmeertaal Compel. Eind jaren 60 was hij actief in de Midpeninsula Free University (MFU), waar hij thema's behandelde als: uitstelgedrag, "How to end the IBM Monopoly" en "Computers Now".
Van 1973 tot 1980 was hij werkzaam bij Xerox PARC, waar hij met name werkte aan de tekstverwerker Gypsy en de programmeertaal Smalltalk. Samen met Tim Mott ontwikkelde hij in 1974 het principe van kopiëren en plakken met de opdrachten "knippen" (Ctrl-X), "kopiëren" (Ctrl-C), en "plakken" (Ctrl-V).
In de jaren tachtig vertrok hij naar Apple. Hij was daar hoofdwetenschapper en als vicepresident verantwoordelijk voor AppleNet en de Advanced Technology Group. De ontwikkeling van de Apple Lisa en de Apple Macintosh zijn sterk door Tesler beïnvloed. In 1985 ontwikkelde hij samen met Niklaus Wirth de programmeertaal Pascal, waaruit later Object Pascal voortkwam. Op basis hiervan ontwikkelde hij MacApp, een objectgeoriënteerde bibliotheek en ontwikkelingsomgeving. Vanaf 1990 leidde hij de ontwikkeling van de Apple Newton, een personal digital assistant waarbij de gebruiker direct op het scherm kon werken. Het was een voorloper van de iPhone en de iPad.
Tesler verliet Apple in 1997 en richtte Stagecast Software op. Vanaf 2001 was hij werkzaam bij Amazon en vanaf 2005 bij Yahoo!, waar hij vicepresident was van de User Experience and Design Group. In november 2008 verliet hij Yahoo!. Hij ging werken bij het biotechnologiebedrijf 23andMe en vanaf december 2008 was hij werkzaam als onafhankelijk consulent.
Hij overleed op 74-jarige leeftijd. 'Uitvinder van copy-paste overleden', copy-pasteten Twitteraars massaal.